# Leticia González
Leticia González Herrero (Madrid; 17 de marzo de 1971) es una química teórica, conocida por su trabajo en estados excitados moleculares, especialmente en dinámica ultrarrápida de las bases nitrogenadas del ADN y simulaciones de gran exactitud de complejos de metales de transición.

## Biografía
Leticia González nació en Madrid, España y estudió química desde 1989 hasta 1994 en la Universidad Autónoma de Madrid. En 1995, consiguió el título de Master en el King's College de Londres. Volvió a la Universidad Autónoma de Madrid para hacer su doctorado (tesis:Caracterización de enlaces de hidrógeno inter e intramoleculares estudio teórico de casos significativos), que finalizó en 1998. Al terminar la tesis doctoral se trasladó a la Universidad Libre de Berlín donde finalizó su habilitación en 2004.
En 2007, fue nombrada profesora de química física y teórica en la Universidad de Jena. En 2011, se convirtió en catedrática de química computacional, química teórica y cálculo científico en la Universidad de Viena.

## Honores y premios
- 1999: Beca Alexander von Humboldt
- 1999: Premio Extraordinario de Doctorado 1998/1999, Facultad de Ciencias, Universidad Autónoma de Madrid
- 2005: Premio Profesor Invitado, Berliner Frauenförderung
- 2005: Premio SIGMA-ALDRICH a los mejores Jóvenes Investigadores, Real Sociedad Española de Química (RSEQ)
- 2006: Beca Heisenberg, Sociedad Alemana de Investigación
- 2011: Premio Dirac de la Asociación Mundial de Químicos Teóricos
- 2014: Ponente Löwdin